# キラー・クロコダイル
『キラー・クロコダイル』（Killer Crocodile）は、1989年にイタリア、アメリカ合作で製作された映画。地上波で放映された際のタイトルは『キラー・クロコダイル/密林に潜む巨大ワニの恐怖』である。

## 概要
カリブ海の湿地帯へ汚染調査にやって来た環境保護グループ一行と巨大クロコダイルとの攻防を描く。クロコダイルの造形は、ルチオ・フルチ作品などで特殊メイクを手がけたジャンネット・デ・ロッシが担当している。また、音楽は『世界残酷物語』や『食人族』で知られるリズ・オルトラーニ。ジョーズを彷彿とさせるメインテーマは特に印象的である。

## キャスト
| 役名         | 俳優                     | 日本語吹替                     |
| 役名         | 俳優                     | テレビ東京版                   |
| ------------ | ------------------------ | ------------------------------ |
| ケヴィン     | アンソニー・クレンナ     | 原康義                         |
| マーク       | ジュリアン・ハンプトン   | 牛山茂                         |
| ボブ         | ジョン・ハーパー         | 宮本充                         |
| パメラ       | シェリー・ローズ         |                                |
| ジェニファー | アン・ダグラス           |                                |
| ジョー       | トーマス・ムーア         | 小林清志                       |
| フォーリー   | ウォーマン・ウィリアムズ | 秋元羊介                       |
| 判事         | ヴァン・ジョンソン       | 仁内建之                       |
|              |                          |                                |
| 初回放送     |                          | 1993年6月10日 『木曜洋画劇場』 |

## ビデオ・DVD
- ビデオ（発売元：TDKコア）

1989年に字幕版が発売された。
- DVD（発売元：クリエイティブアクザ、販売元：ビームエンタテインメント）

2001年2月25日に続編と同時発売。地上波で放映された際の吹替版は未収録。